# Xylaria subcoccophora
Xylaria subcoccophora är en svampart som beskrevs av F. San Martín & P. Lavín 2001. Xylaria subcoccophora ingår i släktet Xylaria och familjen kolkärnsvampar.   Inga underarter finns listade i Catalogue of Life.